# مكعب سوما

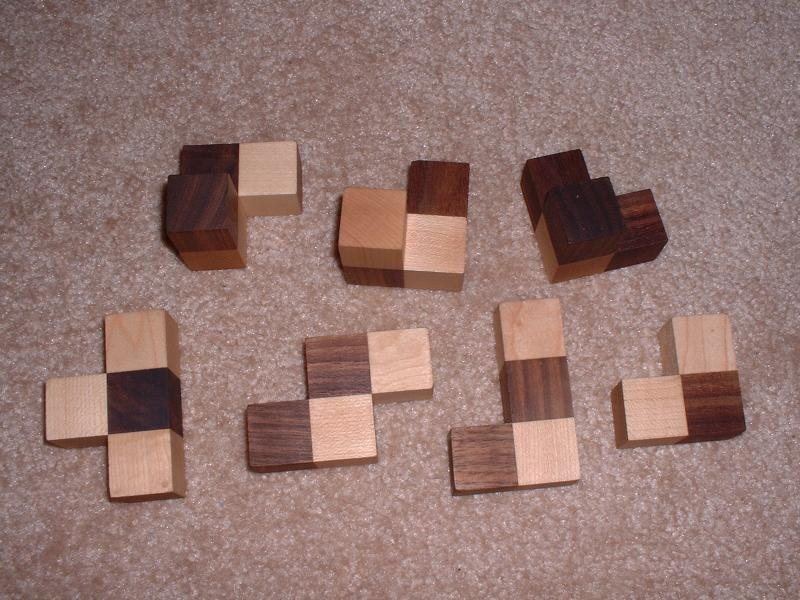
قطع مكعب سوما السبعة مفككة.

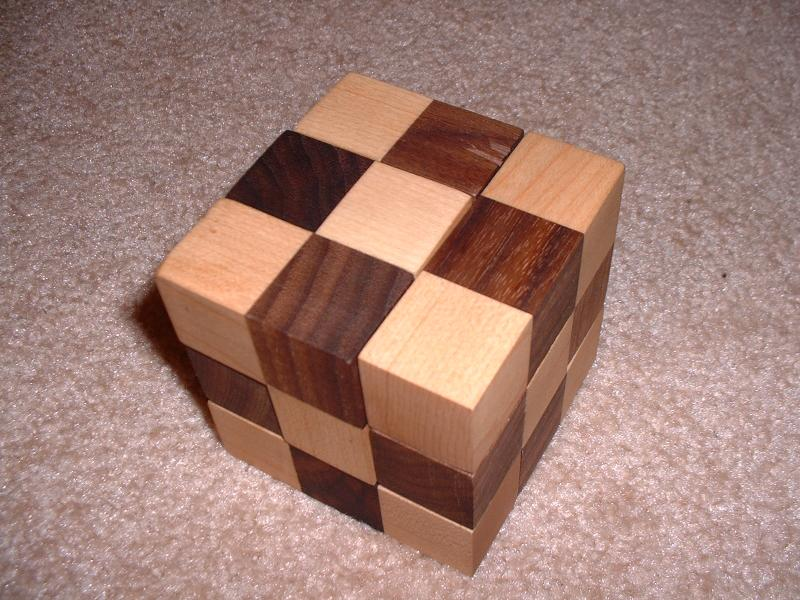
أحد حلول مكعب سوما.

مكعب سوما (بالإنجليزية: Soma cube)‏ هو لغز صلب اخترعه بايت هاين (Piet Hein) أثناء استماعه لمحاضرة في ميكانيكا الكم كان يلقيها فيرنر هايزنبيرغ. يقال أن الاسم سوما مستوحى من رواية عالم جديد شجاع للمؤلف ألدوس هكسلي وهو نوع من المخدرات حسب الرواية تستهلك للتسلية واللهو.
يتكون اللغز من سبع قطع بشكل متعدد مكعبات يطلب تجميعهم للحصول على مكعب طول كل ضلع من أضلاعه يساوي ثلاث مكعبات صغيرة، كما من الممكن استخدام القطع لتشكيل أشكال أخرى ثلاثية الأبعاد.

## قطع مكعب سوما
القطع السبعة لمكعب سوما هي متعددات مكعبات كل منها يحوي ثلاث أو أربع مكعبات على الشكل التالي:

## وصلات خارجية
- موقع مكعب سوما